# CD Universidad Católica
Club Deportivo Universidad Católica ist ein Sportverein aus dem Barrio San Carlos de Apoquindo in der Gemeinde Las Condes, im Osten der chilenischen Hauptstadt Santiago de Chile. Er wurde am 21. April 1937 gegründet und wird auch häufig nur kurz Católica genannt. Weit über die Grenzen Chiles hinaus bekannt ist der Verein hauptsächlich wegen seines Fußballprofiteams. Dieses trägt seine Heimspiele im Estadio San Carlos de Apoquindo aus, welches 20.249 Plätze hat. Universidad Católica ist einer der erfolgreichsten Fußballvereine des Landes und gewann seit 1949 16 Meistertitel.

## Geschichte

### Gründung und Amateurzeit

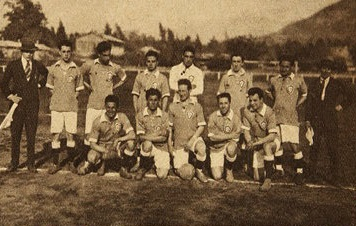
Mannschaft von 1923

Die Ursprünge des Fußballzweigs der Universidad Católica liegen in der Beteiligung der sogenannten Universidad Católica FC in der ersten Liga des nationalen Fußballverbandes im Jahr 1908, einer Parallelorganisation zum Santiago Football Association, die unter anderem Vereine wie den Santiago Football Club vereinte. Am 1. November 1909 fand der erste Clásico Universitario gegen die Universität von Chile statt, er endete 3:3-Unentschieden. Die Mannschaft von Universidad Católica trug grüne Trikots. Am 14. desselben Monats standen sich die Mannschaften erneut gegenüber. Der Sieg ging mit 4:1 an Universidad Católica.
Am 30. August 1927 ereignete sich einer der größten Meilensteine: Der Club Deportivo Universidad Católica wurde zum ersten Mal gegründet. Diese Neuorganisation der verschiedenen Zweige, die unter der Koordination des Sportverbandes erfolgte (Federación UC), wurde vom Klub offiziell als Teil seiner Amateurgeschichte anerkannt. Am 19. November trat dieser am Tag der Universidad Católica in einem Amateurwettbewerb von verschiedenen Sportarten wie Fußball oder Leichtathletik auf dem Campos de Sports de Ñuñoa gegen die Universidad de Chile an, dessen Sportabteilung Monate zuvor gegründet worden war. Es ist einer der ersten Aufzeichnungen des Duells um eine Trophäe zwischen den beiden Universitäten. Die Trophäe im Fußball ging mit einem 2:1-Sieg an die Universidad Católica.
1930 trat die UC Sports Federation dem University Sports Club bei. Das Bündnis mit anderen Universitäten, auch mit dem traditionellen Kontrahenten, funktionierte nicht. Die jungen Sportler identifizierten sich mit ihrer Universität und wollten einen eigenen Verein gründen. Am 21. April 1937 wurde schließlich der Club Deportivo Universidad Católica gegründet. So begann die Profigeschichte des Vereins.

### Professionalisierung

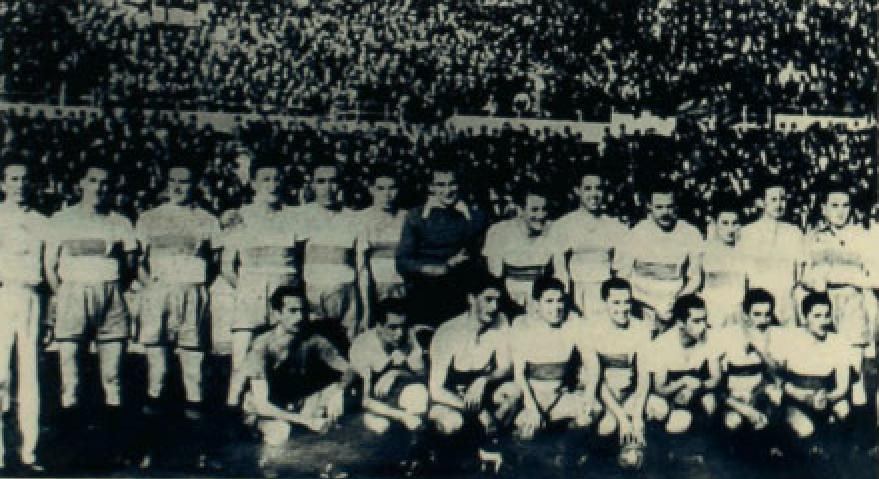
Mannschaft von 1939

Die gewonnenen Meisterschaften festigten die Position der Universidad Católica als einen der wichtigsten und beliebtesten Fußballvereine in Chile. Auch schwere Zeiten erlebte der Verein, etwa die Abstiege 1955 und 1973. Er wusste jedoch, wie man aufsteht und stärker wird.
In der Copa Libertadores stehen über 20 Teilnahmen zu Buche. Dabei erreichte UC fünfmal das Halbfinale, schied allerdings vier Mal aus: 1962 gegen den FC Santos, 1966 gegen Peñarol Montevideo sowie 1969 gegen Estudiantes de La Plata und 1984 gegen Independiente aus Argentinien.
In der Copa Libertadores 1993, wiederum unter der technischen Leitung von Ignacio Prieto, eliminierte Universidad Católica im Halbfinale Mannschaften wie Atlético Nacional, Barcelona Sporting Club und América de Cali, nachdem sie im Hinspiel 1:0 gewonnen und im Rückspiel 2:2-Unentschieden gespielt hatten im Pascual-Guerrero-Stadion, Kolumbien. Im Finale des Wettbewerbs verloren sie gegen FC São Paulo aus Brasilien mit einer Differenz von zwei Toren (insgesamt 5-3), nachdem es einen Punktegleichstand gab. Der 2:0-Sieg in Santiago mit Toren von Juan Carlos Almada und Ricardo Lunari reichte nach der 1:5-Niederlage im Spiel in Brasilien nicht aus, um den Vier-Tore-Rückstand zu überwinden. Die Saison 1993 war die letzte in der Institution unter der technischen Leitung von Ignacio Prieto. 1994 bestätigte der Vorstand die Verpflichtung zweier weltbekannter Persönlichkeiten und Nationalmannschaften aus Argentinien: Alberto Acosta und Néstor Gorosito, Meister der Copa América 1993.

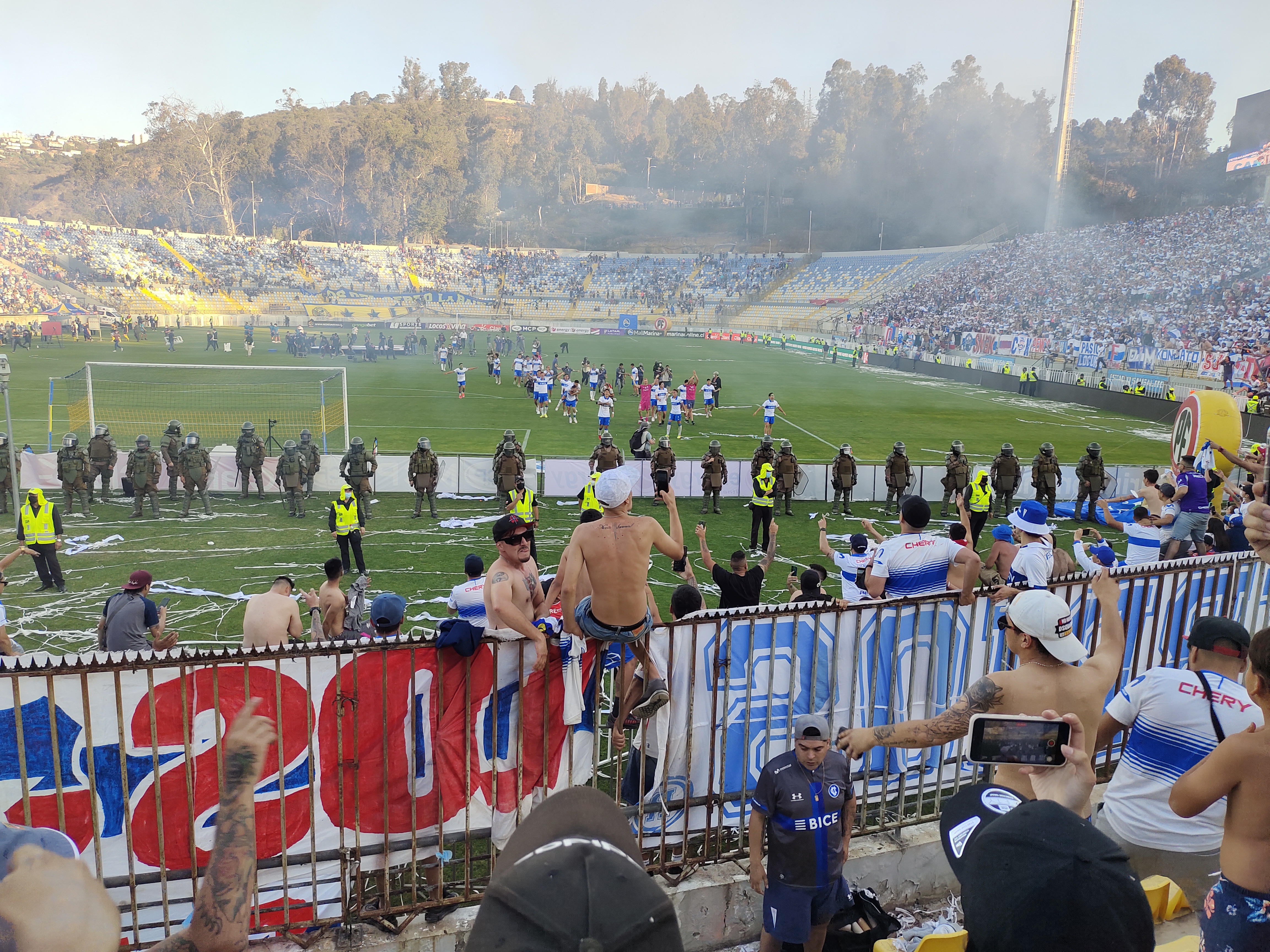
Spieler und Fans der Universidad Católica feiern die vierte Meisterschaft in Folge zwischen 2018 und 2021

Durch den Rückzug São Paulos qualifizierte sich Universidad Católica für das Finale des Copa Interamericana, einem offiziellen Wettbewerb zwischen CONMEBOL und CONCACAF. Im ersten Teil des Finales gewann Deportivo Saprissa aus Costa Rica mit 3:1 im Ricardo-Saprissa-Stadion. Am 1. November 1994 gewann Católica, das damals von Manuel Pellegrini angeführt wurde, durch Tore von Andrés Romero, Alberto Acosta und Juvenal Olmos in der letzten Minute der Nachspielzeit mit dem gleichen Ergebnis am Ende der regulären Spielzeit. In der Verlängerung waren es Miguel Ardiman und Rodrigo Barrera, die für die Cruzados trafen und auf diese Weise Universidad Católica den ersten internationalen Titel in der Vereinsgeschichte bescherten.
Später, zwischen 2018 und 2021, gewann Católica vier Meisterschaften in Folge. Obwohl Colo-Colo dies zuvor in sogenannten Halbjahresmeisterschaften geschafft hatte, war Católica das erste chilenische Team, das die vier aufeinanderfolgenden Ligen im „Alle gegen alle“-Modus mit Hin- und Rückspiel gewann.

## Rivalitäten
Bekannt ist die Rivalität der Universidad Católica zur Universidad de Chile, dem Clásico Universitario. Das erste Derby dieses traditionsreichen Duells fand offiziell am 13. Juni 1937 statt, allerdings gab es die ersten Aufeinandertreffen schon im Jahr 1909, als die Vereine beider Universitäten noch nicht existierten.

## Stadion

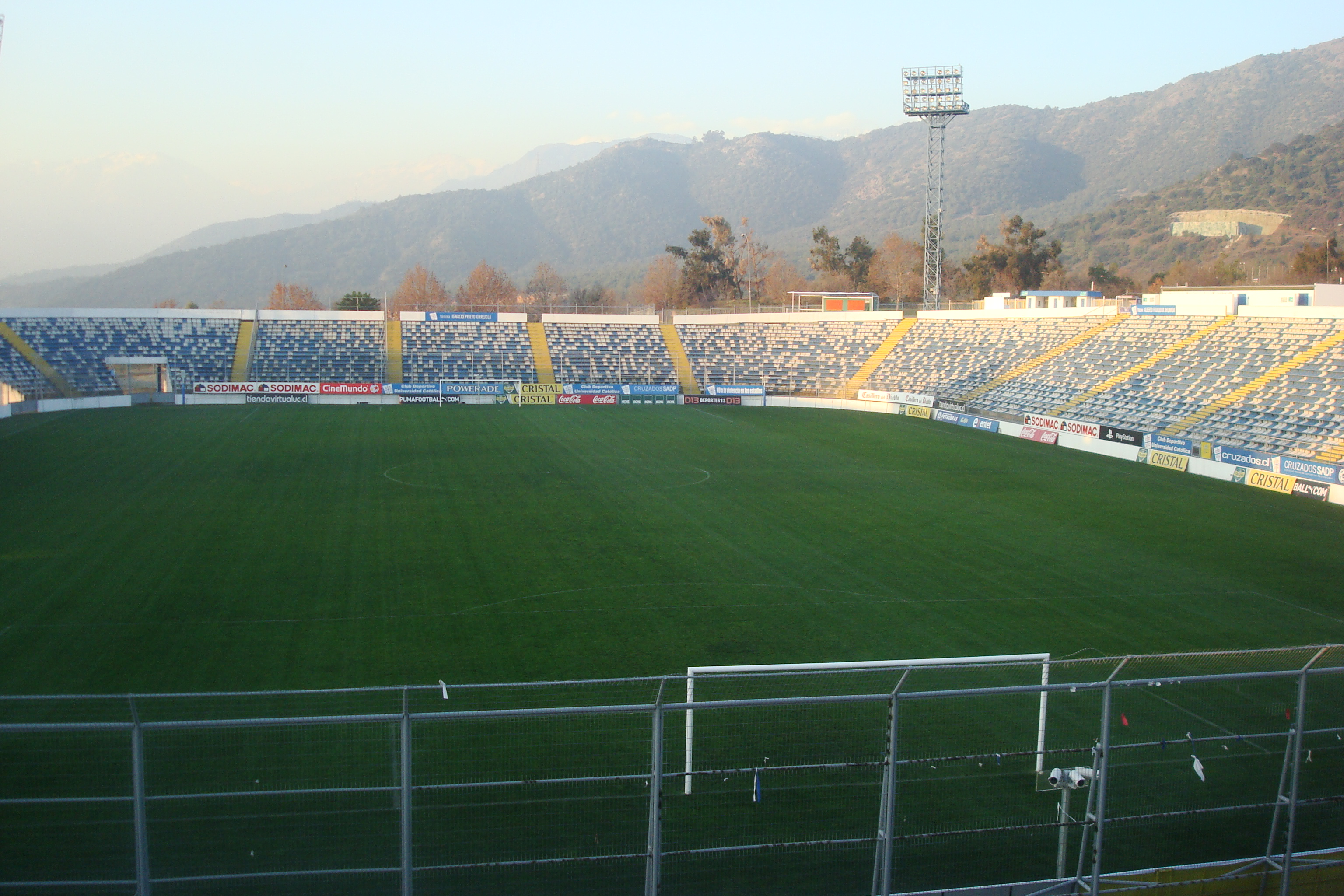
Estadio San Carlos de Apoquindo

Zu verschiedenen Zeiten verfügte Universidad Católica über vier Stadien: Das Estadio Universidad Católica, gelegen im Sektor Maestranza und Marcoleta; das Campos de Sports de Ñuñoa, das bereits eine lange Geschichte im chilenischen Sport hatte; das Estadio Independencia, in der gleichnamigen Gemeinde Santiago gelegen und am 12. Oktober 1945 eingeweiht; und das Estadio San Carlos de Apoquindo (20.249 Plätze), das am 4. September 1988 seine Pforten öffnete. Das Fußballstadion war nicht der gesamte Komplex, das Stadion beherbergte auch Rugby, Leichtathletik und einige andere Sportplätze.

## Erfolge
- Copa Interamericana: 1× (1994)
- Chilenischer Meister: 16× (1949, 1954, 1961, 1966, 1984, 1987, 1997-A, 2002-A, 2005-C, 2010, 2015/16-C, 2016/17-A, 2018, 2019, 2020, 2021)
- Copa Chile: 4× (1983, 1991, 1995, 2011)
- Supercopa de Chile: 4× (2016, 2019, 2020, 2021)
- Copa República: 1× (1983)
- Liguilla Pre-Libertadores: 8× (1985, 1989, 1991, 1992, 1994, 1995, 1996, 1998)
- Liguilla Pre-Sudamericana: 3× (2003, 2015 I, 2015 II)

A = Apertura, C = Clausura

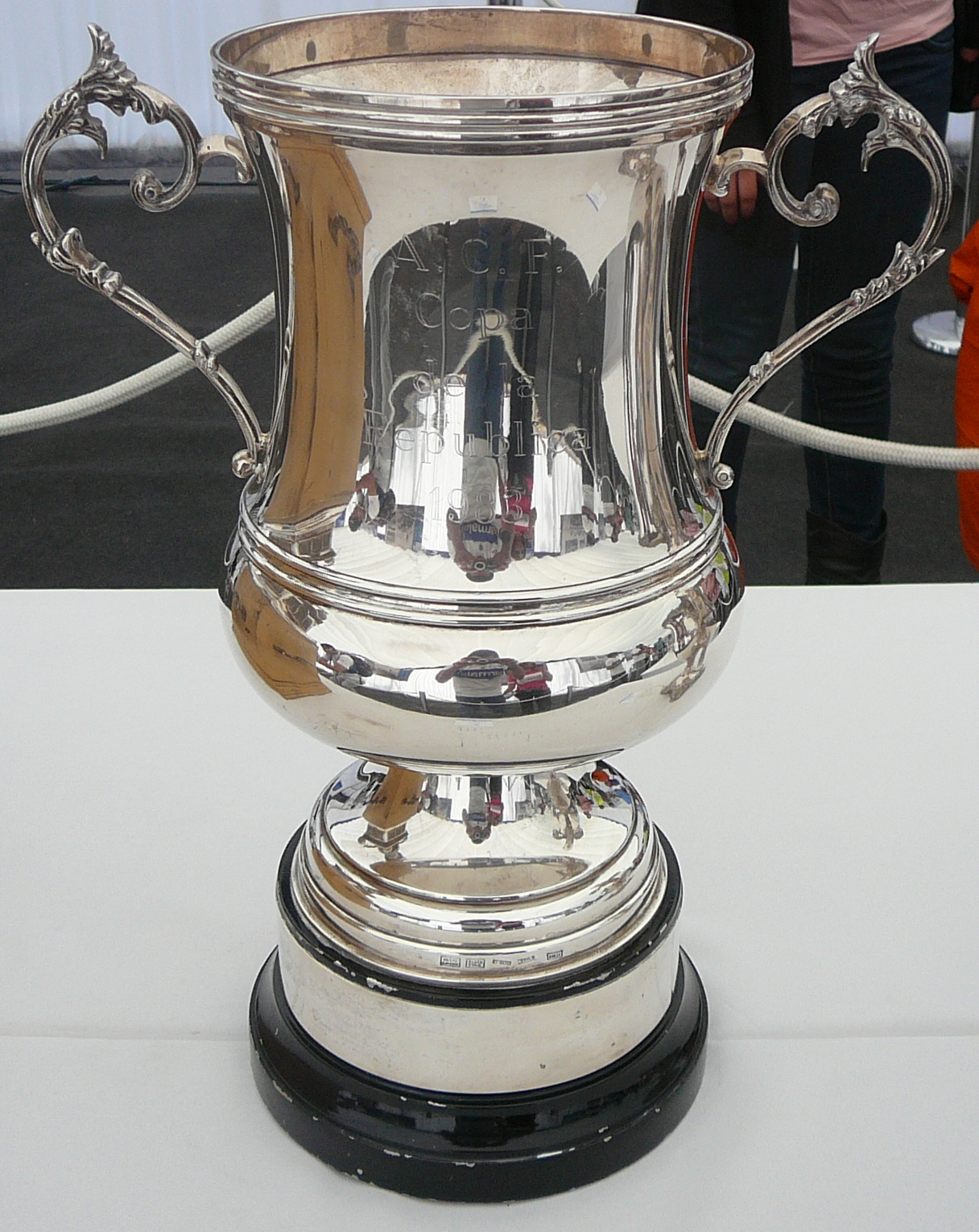
Copa República 1983
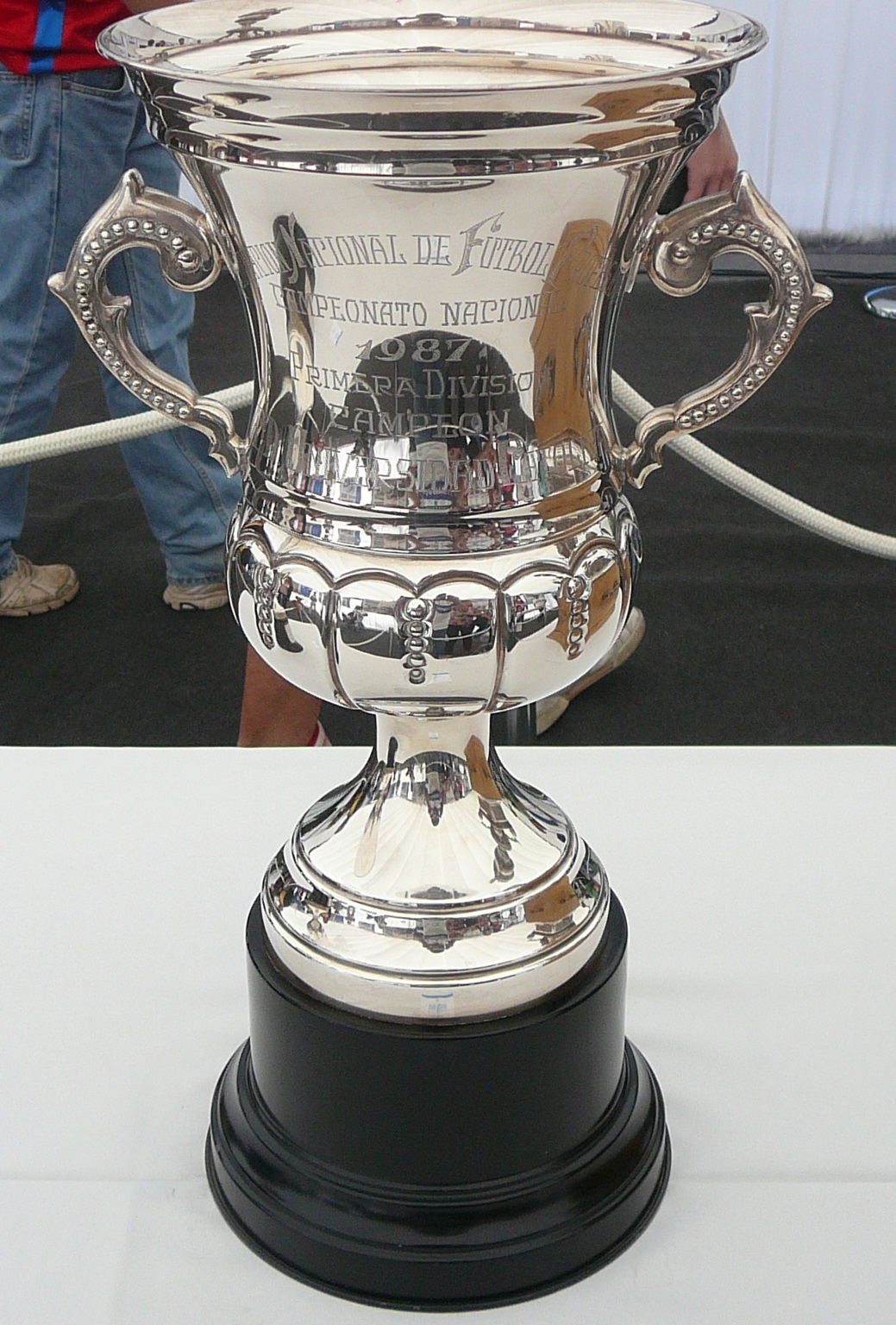
Chilenischer Meister 1987
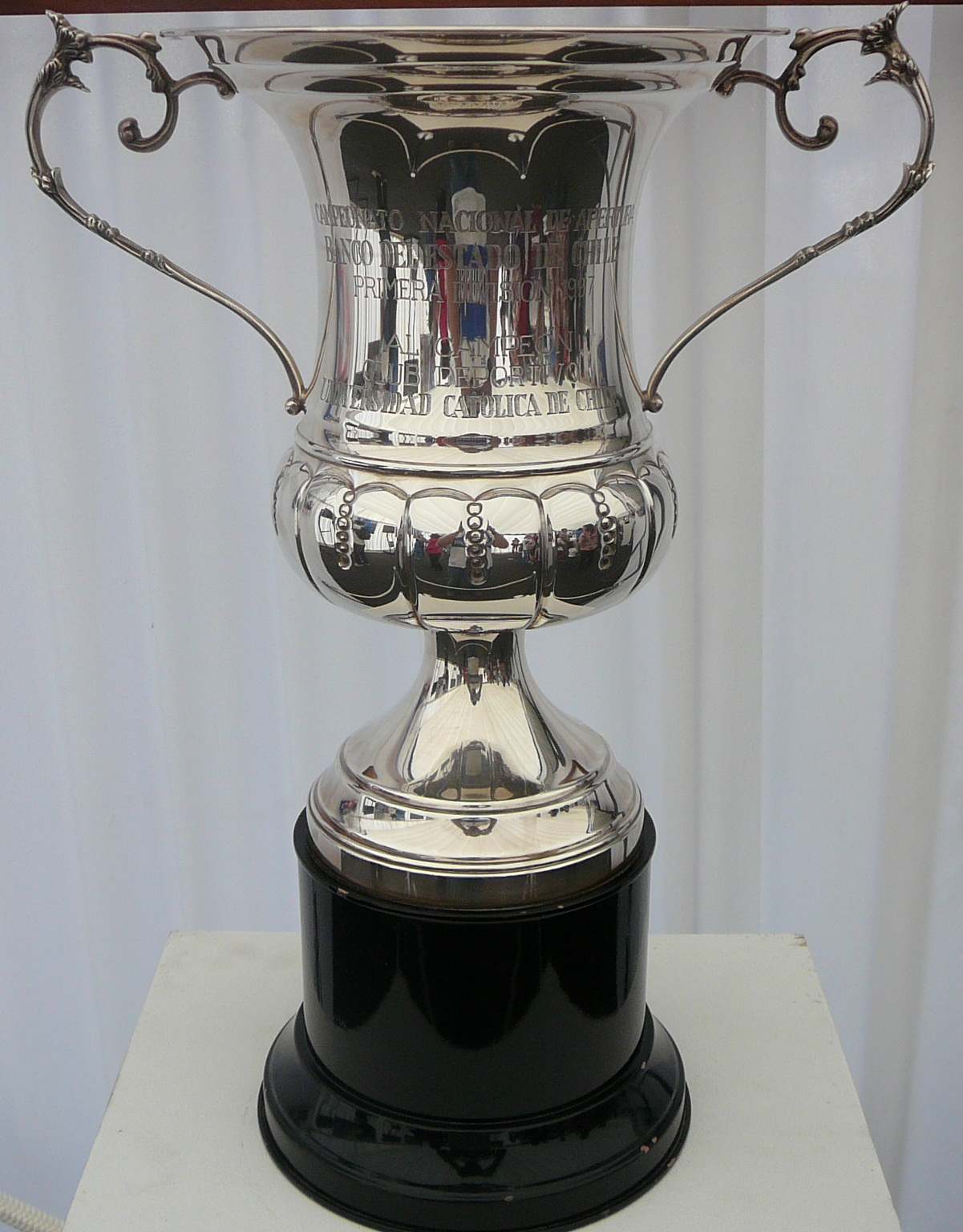
Chilenischer Meister 1997-A
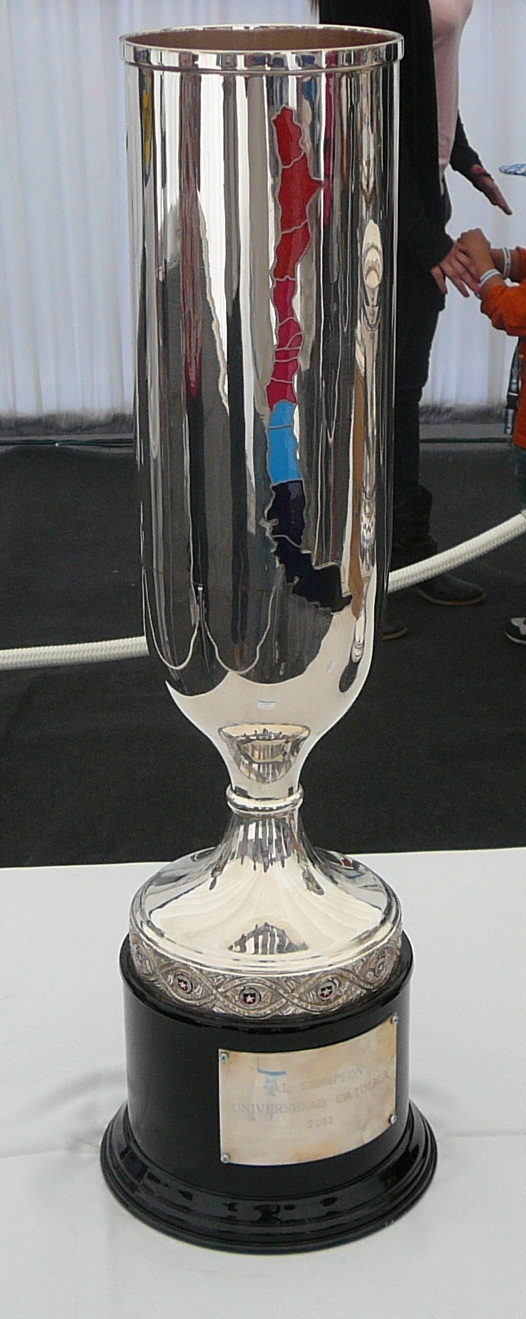
Copa Chile 2011

## Spieler
- Sergio Livingstone (1938–1942, 1944–1956, 1958–1959)
- Fernando Riera (1939–1950)
- Hernán Carvallo (1945–1956)
- Raimundo Infante (–1950, 1954–1956)
- Manuel Álvarez (1946–1958)
- Fernando Roldán (1948–1960)
- Alberto Fouillioux (1957–1969, 1975)
- Orlando Ramírez (1959–1964)
- Sergio Valdés (1960–1965)
- Ignacio Prieto (1962–1967, 1977–1979)
- Adán Godoy (1965–1968)
- Marco Cornez (1984–1985, 1987–1990)
- José del Solar (1990–1992)
- Milován Mirošević (1997–2002, 2008–2011, 2013–2014, 2016–2017)
- Jorge Vargas (1996–1997, 1997–1999)
- Mark González (2002–2004, 2014–2015)

## Trainer
unvollständige Liste:
- 01/1949 bis 04/1950:  Alberto Buccicardi
- 01/1958 bis 11/1959:  Alberto Buccicardi
- 01/1960 bis 12/1962:  Miguel Mocciola
- 01/1964 bis 11/1965:  Fernando Riera
- 01/1968 bis 11/1968:  Fernando Riera
- 01/1977 bis 11/1978:  Orlando Aravena
- 01/1994 bis 06/1996:  Manuel Pellegrini
- 01/2007 bis 07/2007:  José del Solar
- 07/2010 bis 06/2011:   Juan Antonio Pizzi
- 01/2018 bis 12/2018:  Beñat San José
- 01/2019 bis 12/2019:   Gustavo Quinteros
- 01/2020 bis 02/2021:  Ariel Holan
- 02/2021 bis 08/2021:   Gustavo Poyet
- 09/2021 bis 04/2022:  Cristian Paulucci
- 05/2022 bis 07/2023:  Ariel Holan
- 07/2023 bis 03/2024:  Nicolás Núñez
- 03/2024 bis 05/2025:  Tiago Nunes